# Apamea cyanea
Apamea cyanea är en fjärilsart som beskrevs av George Francis Hampson 1908. Apamea cyanea ingår i släktet Apamea och familjen nattflyn. Inga underarter finns listade i Catalogue of Life.